# Serie 333 de Renfe
La Serie 333 de Renfe es una locomotora diésel-eléctrica fabricada en los años 1970, una de las locomotoras más potentes que han recorrido las vías españolas sin electrificar. 
Desde principios de la década del 2000, toda la serie está sufriendo una reforma integral en la factoría valenciana de Stadler (antes MACOSA, Alstom y Vossloh). Las, prácticamente, nuevas locomotoras sólo heredarán el motor diésel, los motores de tracción y el alternador principal de las antiguas, por lo demás pasarán a ser locomotoras de la familia Prima de Alstom, con un diseño modular que mejora el mantenimiento, además se incorporarán nuevos sistemas electrónicos para mejorar el rendimiento de estas máquinas.
Como curiosidad, esta serie, ha sido la elegida por Acciona Rail Services y Continental Rail para iniciar sus servicios de mercancías en las líneas férreas, ahora propiedad de Adif. Cada una de las dos empresas ha comprado 2 máquinas de esta serie con las numeraciones 333.380-333.383. Ambas empresas también son las primeras en romper el monopolio de Renfe Operadora en los ferrocarriles españoles tras la liberalización del servicio de mercancías.
Renfe Alquiler de Material Ferroviario tiene varias locomotoras de esta serie disponibles para alquiler.

## Historia

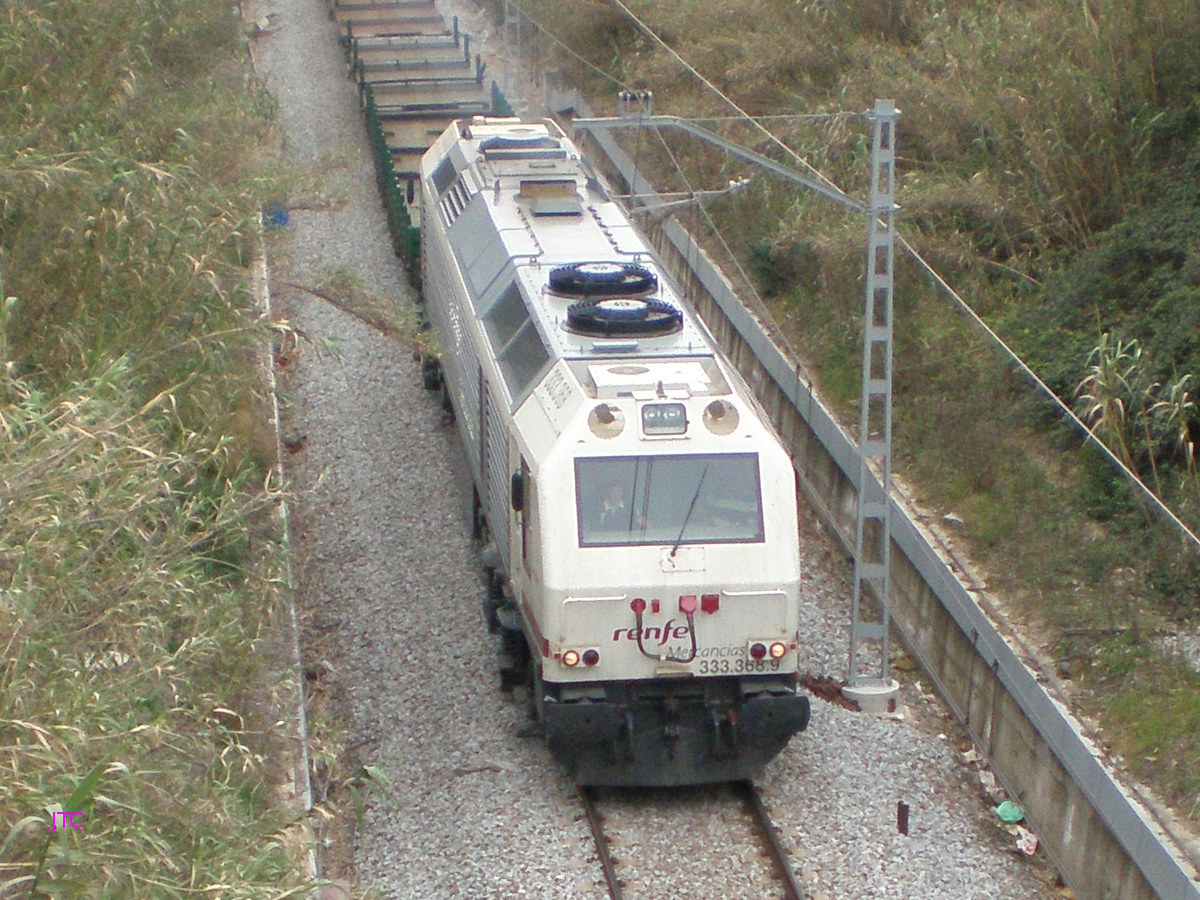
La locomotora 333.368 circulando por la línea de Puigcerdá en Mollet del Vallés.

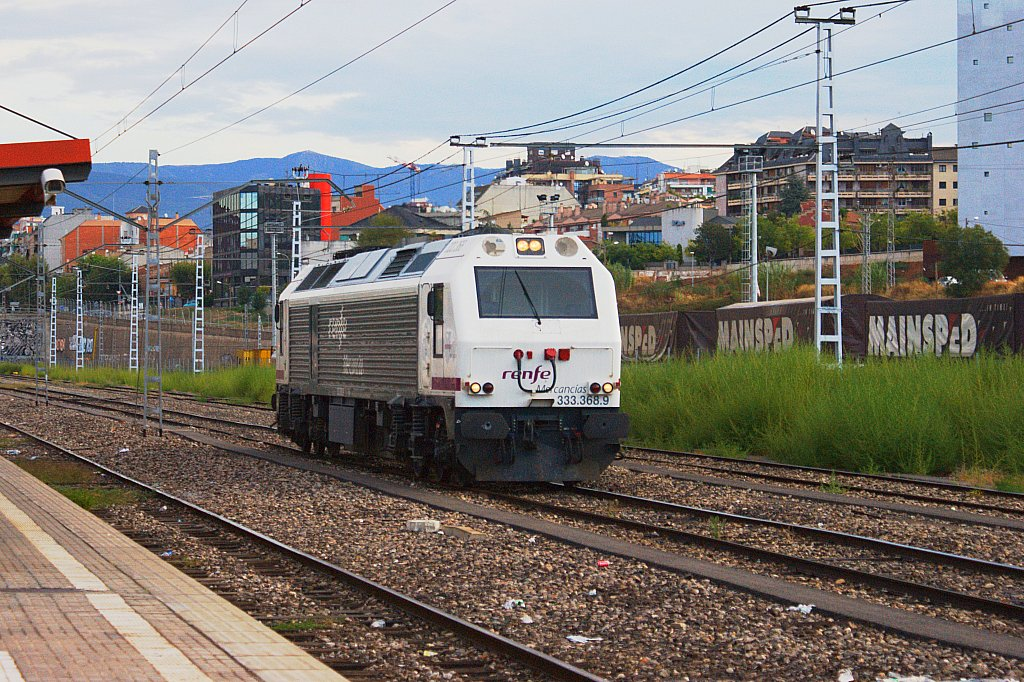
Locomotora 333.368 en la estación de Granollers Centro.

Las necesidades de una locomotora diésel-eléctrica capaz de remolcar trenes expresos y mercancías de grandes tonelajes puso a los responsables de la red nacional en la búsqueda de una máquina que reuniese estas capacidades y, además, pudiera ir  a la velocidad estándar de 120 km/h de aquellos años setenta.
Las CC diésel-eléctricas existentes, series 1600 y 1800 y posteriormente las más extendidas de la serie 1900 y 2100, fueron las encargadas de generalizar la tracción diésel por nuestras vías que estaban ocupadas todavía por os restos de las locomotoras a vapor.
La serie 1900 daba unos excelentes resultados, y quizá este criterio, sirvió para los responsables de turno para optar por la locomotora de la General Motors tipo GM26T, de 3.300 CV. Esta máquina estaba equipada, por primera vez en Renfe, con calefacción eléctrica para el tren.
En esta serie de locomotoras, en vez de adoptar la monocabina típica de la General Motors se eligió el modelo JT-26 del fabricante escandinavo NoHab con una portentosa caja bicabina, cuya silueta se veía intensivamente por los ferrocarriles de Dinamarca (DSB). Cabe decir que la firma sueca NOHAB es un constructor ferroviario que en su día adquirió las licencias de fabricación a la General Motors para producir locomotoras diésel-eléctricas, con diseños propios, o derivados.
Renfe escogió dentro de la gama disponible que llegaban hasta los casi 4000 CV, el modelo Mz1, adoptado masivamente por los ferrocarriles de la DSB. Se encargaron 93 unidades a MACOSA, siendo entregadas entre 1974 y 1976. Macosa con licencias de General Motors y Nohab las equipó con bogies Flexicoli y equipos eléctricos General Motors, así como los motores diésel  que son de 16 cilindros en V a 45 grados, ciclo de dos tiempos, cubicando 10,57 L; con una relación de compresión de 14’5:1. El aire de alimentación se enfría previamente en el intercambiador de calor aire-agua, con lo que se consigue un aumento de la potencia, consiguiendo 3.345 CV a 900 rpm. Este motor suministra una potencia de 2236 kW a los dos alternadores trifásicos acoplados a él. El alternador principal se destina para la tracción, y el secundario para los equipos auxiliares. El alternador de tracción funciona a 600 V dando corriente alterna que será rectificada a corriente continua a través de 30 diodos de silicio. Esta corriente continua alimenta a los seis motores de tracción montados en los ejes suspendidos por la nariz. Una transmisión en los ejes motores compuesta por un conjunto piñón-corona con una relación de 59 a 18 será la encargada de hacer llegar la potencia a las llantas de acero. Una de las innovaciones de estas máquinas consiste en el equipo de control electrónico, cuya misión es adaptar la potencia eléctrica  del alternador de tracción a la potencia disponible en cada momento en el motor de combustión, consiguiéndose un par motor adecuados a cada instante. Otra de las particularidades es la integración del equipo ASFA en el mismo pupitre de conducción. 
La velocidad estaba tasada a 146 km/hora, aunque algunas de ellas pueden circular a 160 km/hora con las debidas modificaciones. Su masa en la serie original es de 120 t con una longitud entre topes de 20,7 m.

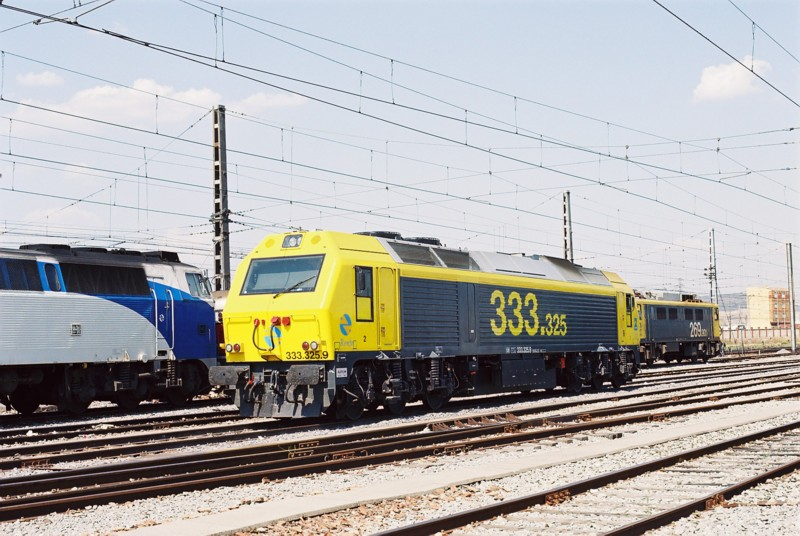
Fotografía de una de las locomotoras 333 reformadas, concretamente la 333-325, en colores taxi

Su hoja de servicios es impresionante, han arrastrado todo tipo de trenes. Relevaron a las desafortunadas 4000, y su imponente presencia se hizo notar en las líneas dónde la electrificación no quiso llegar. Uno de los primeros servicios míticos de estas 333 fue el expreso Barcelona-La Coruña/Vigo por Roda de Barà y la Plana - Picamoixons, llegando hasta la mismísima Ciudad Condal desde la estación de Miranda de Ebro. Otro de los servicios singulares fue el rápido Madrid-Canfranc, y el no menos especial arrastre del Talgo Pendular Vigo-Madrid, entre Orense y Vigo, tras adaptar los topes y líneas de teléfono. También el modesto ómnibus Orense-Medina del Campo se vio ennoblecido por estas 333 portentosas. 
Igualmente, fueron empleadas para la tracción de trenes carboneros desde Samper a la central térmica de Andorra a través de la antigua línea Andorra-Escatrón, o para llevar el mineral desde Ojos Negros hasta las hoy desaparecidas instalaciones siderúrgicas de Sagunto en doble tracción. También serían las máquinas encargadas durante muchos años, de dar tracción a los ómnibus Madrid-Badajoz, especialmente a las últimas circulaciones de estos trenes, haciendo parada en estaciones como Algodor, Ciudad Real, Puertollano, Almorchón o Mérida, así como también al expreso nocturno de la misma línea, y una de las últimas series de locomotoras que circularían por las vías de la antigua estación de Ciudad Real y que "dormirían" en su depósito, cuando se clausuró ésta el 21 de abril de 1992. Y como no, es obligado mencionar a los larguísimos naranjeros que encabezaban con notable empaque, surcando los paisajes levantinos hacia las fronteras. Hoy parte de la serie inicial está destinada a tener una segunda vida, recibiendo adaptaciones y mejoras de acuerdo con los tiempos que vivimos y un nuevo diseño de los testeros más moderno, que nos hace olvidar su inicial fisonomía de vikingas.

## Subseries

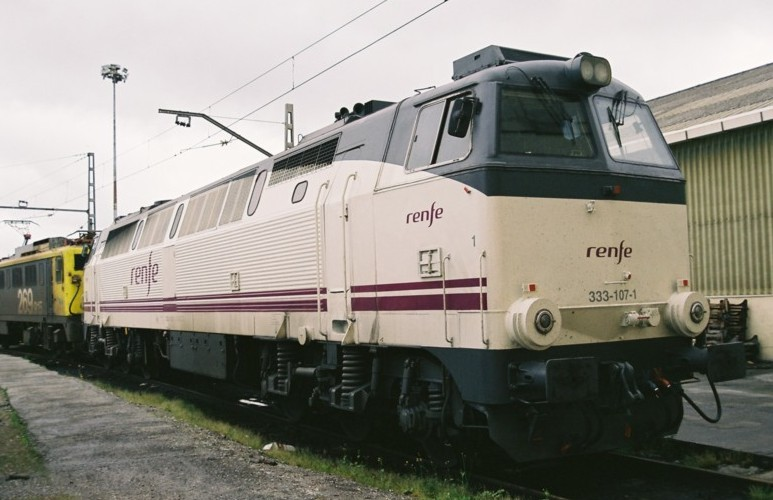
La locomotora diésel-eléctrica 333.107 de Renfe.

### Subseries originales
La Subserie 0 es la subserie original de las 93 locomotoras, con una velocidad máxima de entre 140 y 151 km/h. A partir de esta serie en los años 1990, se hicieron modificaciones y se les incorporaron nuevos bogies a 12 de las locomotoras originales, creándose así la subserie 333.100, de 8 unidades, preparada para ofrecer una velocidad máxima de 140 km/h y la subserie 333.200, de 4 unidades, preparada para ofrecer 160 km/h de velocidad máxima.

### Subseries reformadas

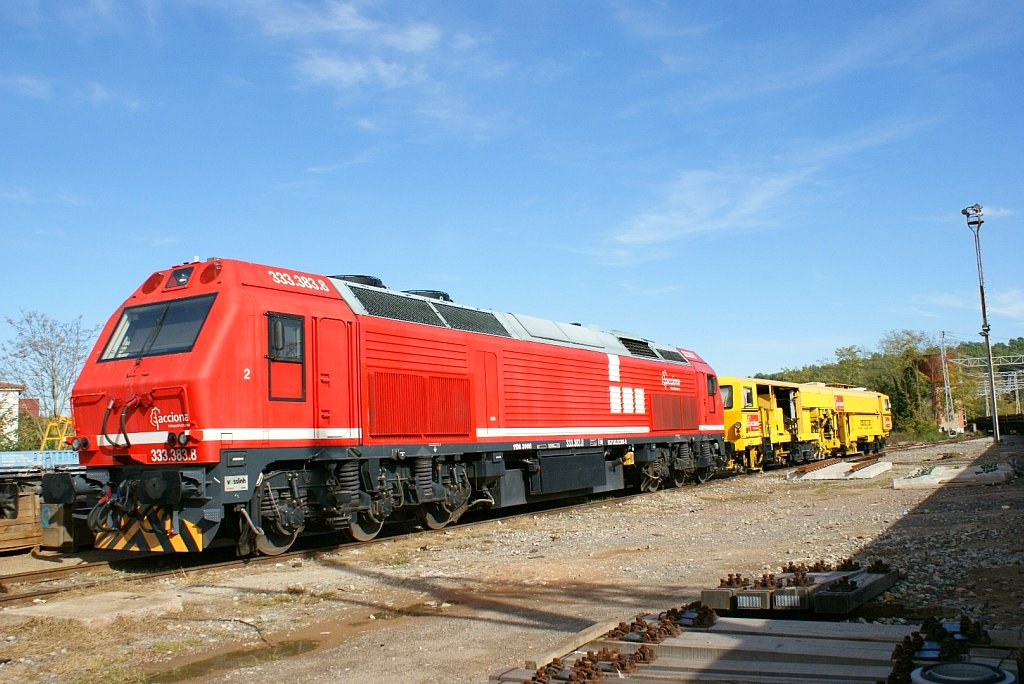
Locomotora 333.383 de Acciona en Flassá.

Con las reformas de esta serie han aparecido 2 subseries nuevas, la subserie 333.300, formada por 61 unidades, preparada para circular a 120 km/h y la subserie 333.400, formada por 8 unidades modificadas de la subserie 333.300, y preparada para circular a una velocidad máxima de 140 km/h.